# 赤金
《赤金》（羅馬化：Thong Nuea Kao）是一部三度改编自苏帕·西里辛哈（笔名牡丹）的泰语同名小说的影视作品。1987年（原版）及1997年（二次翻拍）皆由Dara Video制作并于泰国第7电视台播出。2013年翻拍版则由Act Art Generation Co.,Ltd制作，沃拉娜特·旺萨莞、纳塔吾·斯金杰领衔主演的泰国电视剧，于2013年10月8日每周一之周二晚上8时30分在泰国第3电视台首播。2021年9月6日起，每周一至周六下午6时至7时再度于泰国第3电视台重播。

## 剧情简介
剧情主要讲述了一名好吃懒做、水性杨花、酗酒好赌、见利忘义的女子所经历的生活磨难。

## 演员阵容

### 2013年版
- 沃拉娜特·旺萨莞 饰演 Lamyuang
- 纳塔吾·斯金杰 饰演 San
- 纳查特·佳塔潘 饰演 Pan
- 容辛·翁帕尼农 饰演 Wanchaloem（12岁）
- 娜塔妮查·纳瓦塔纳瓦尼 饰演 Somruedi（Som）（客串）
- 纳塔帕·宁吉拉瓦 饰演 Wanchaloem（6岁）
- 苏蒙蒂普·卢昂古泰 饰演 Oi（客串）
- 卡宁·斯坦雷 饰演 Apichart（客串）
- 吉拉宇·唐思苏克 饰演 Wanchaloem（20岁）（客串）
- 恰约隆·西岚亚堤迪 饰演 Kuang（客串）
- 瓦拉潘·魏特拉固 饰演 Kuang的妻子（客串）